# Epicephalius psapfa
Epicephalius psapfa är en insektsart som beskrevs av Rauno E. Linnavuori 1971. Epicephalius psapfa ingår i släktet Epicephalius och familjen dvärgstritar. Inga underarter finns listade i Catalogue of Life.